# もぐもぐパーク北海道
もぐもぐパーク北海道（もぐもぐパークほっかいどう）は、東京都渋谷区代々木2丁目の新宿駅南口地区にある北海道物産館。通称「もぐパー」。運営は株式会社もぐパー。

## 概説
閉館した広島物産館に代わり2010年11月5日にオープンした北海道物産のアンテナショップ。オープン時のテープカットには北海道出身の元WBC世界フライ級王者内藤大助が参加した。後に池袋店（2012年7月15日開店）、南越谷店（楽園タウン 1階、2012年開店日不明）、多摩センター店（ココリア多摩センター 地下1階、2013年開店日不明）が開店。2012年5月13日に新宿店の閉店を皮切りに、池袋店・南越谷店・多摩センター店（それぞれ閉店日不明）がそれぞれ閉店した。
2階は菓子・スイーツ類、飲料、コスメ・入浴剤などが展開され、1階では生鮮3品（農産・畜産・水産）、ラーメンやカレーなどの加工品が並ぶ。また、1階にはイートインスペースも設けられておりソフトクリームが人気を集めている。
なお、同じ北海道物産のアンテナショップである北海道どさんこプラザ（札幌丸井今井による運営）、Hokkaido Foodist（北海道フードフロンティアによる運営）等とは全く関係はない。

## コラボ
通販大手のディノスにおいて、取り扱い商品の一部を購入できるサービスがスタートしている。

## 展開
2010年11月24日に大阪府の大丸百貨梅田店地下2階に期間限定で開店。